# 金宝二镇
金宝二镇（爪夷文: تامن ستيا جاي 2），是馬來西亞柔佛州峇株巴轄縣峇株巴轄內的一個鎮區，由峇株巴轄市議會(MPBP)管轄。

## 歷史
金宝二镇從2006年開始發展。時至今日，已有多家商戶在此營業。

## 地理
金宝二镇呲鄰龍鎮、家樂福及第一坊。